# Benjamin Vulliamy
Benjamin Vulliamy (1747–1811) byl anglický hodinář. Vyrobil kyvadlové hodiny, které byly v letech 1780 až 1884 oficiálním regulátorem času v Londýně.

## Biografie
Benjamin Vulliamy byl synem Justina Vulliamyho, hodináře švýcarského původu, který se roku 1730 přestěhoval do Londýna. Benjaminův otec se stal společníkem hodináře Benjamina Graye, sídlícího v Pall Mall, a oženil se s jeho dcerou. Roku 1747 se jim narodil Benjamin. Justin Vulliamy byl Grayovým nástupcem v čele podniku a v roce 1780 do společnosti přijal i svého syna Benjamina. Spolu pracovali až do 1. prosince 1797, kdy Benjaminův otec zemřel.
Vulliamy už od mala dokazoval zájem následovat kariéru svého otce. V dospělosti začínal získávat reputaci jako výrobce malých hodin a dekorativních přenosných hodin, které zdobily haly lidí z vyšších kruhů a z nichž některé jsou nyní k vidění v Derbském muzeu. Díky svému talentu se roku 1773 stal královským hodinářem Jiřího III. a dostával 150 liber ročně. Král, nadšenec pro hodiny, byl už patronem Benjaminova otce.
Okolo roku 1780 byl Vulliamy pověřen vytvořením hodin, které měli být hlavním časoměřičem observatoře Kew. Ta až do roku 1884, kdy byla nahrazena Greenwichem, určovala základní poledník a také oficiální londýnský čas.
V roce 1780 se také narodil Vulliamyův syn Benjamin Lewis, poslední z rodu, který se věnoval hodinářství.

## Dílo

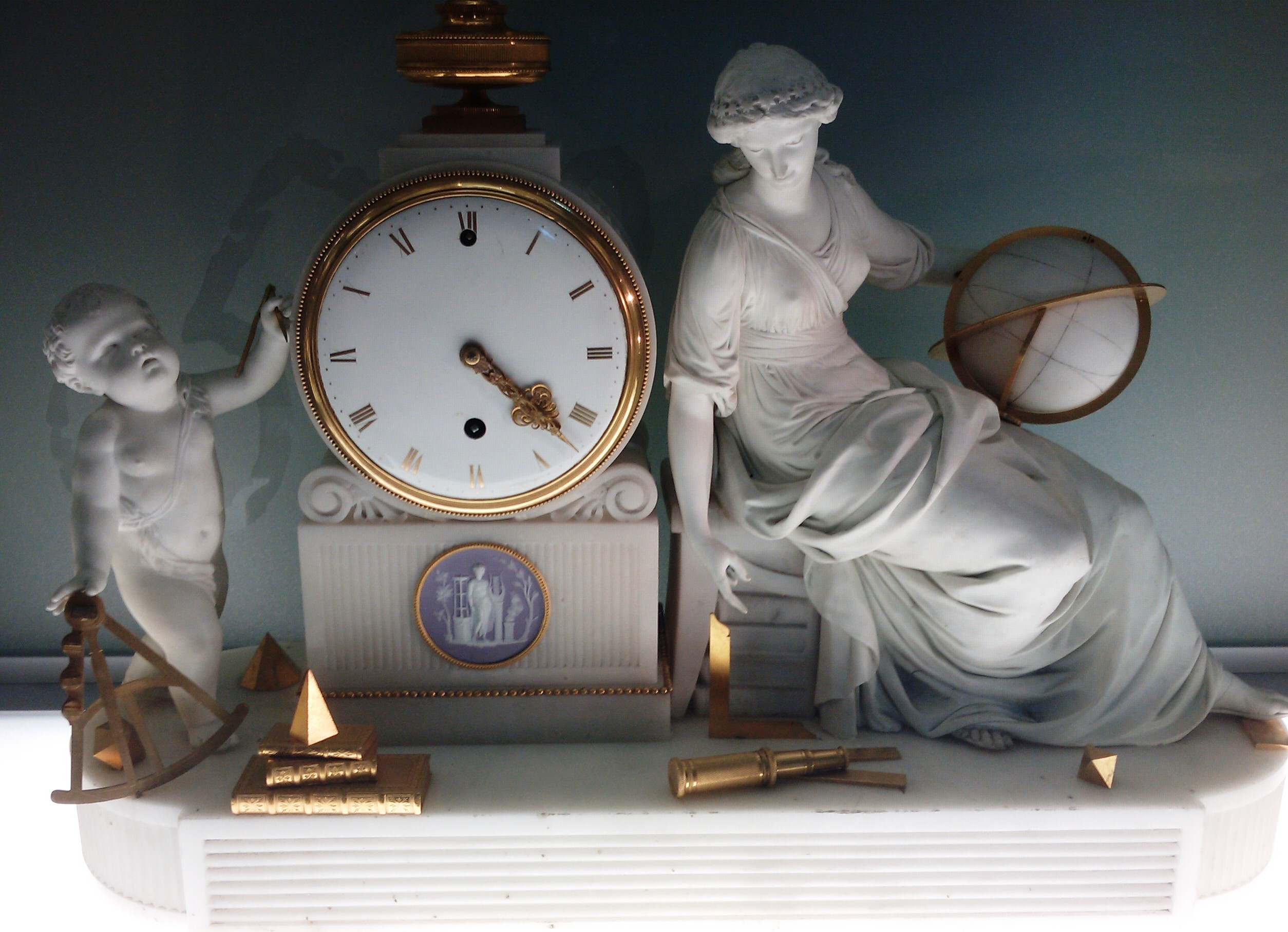
Stolní porcelánové hodiny

Hodiny Benjamina Vulliamyho měli velikou hodnotu a svého času byly technologickým vrcholem. Jedny z jeho hodin byly darem čínskému císaři, který mu přivezl hrabě George Macartney při své diplomatické cestě do Pekingu. Někdy byly Vulliamyho hodiny kombinovány s porcelánem, čímž vznikaly předměty kombinující vědu a umění. Celkový design vytvářel sám Vulliamy, ale zaměstnával i významné řezbáře jako například Johna Dearea. Porcelánové figury vytvářela derbská porcelánka Royal Crown Derby.